# Bagni di Contursi
Bagni di Contursi is een plaats (frazione) in de Italiaanse gemeente Contursi Terme.